# Anze
Die Anzen oder Scherbäume sind die beiden Stangen der Schere beim Einspänner. Sie können meistens einzeln, häufig aber auch nach oben geklappt werden. Dadurch kann das Zugtier vor die Kutsche gestellt und die Stränge mit dem Wagen verbunden werden. Anschließend werden die Anzen heruntergeklappt und über die Aufhalter mit dem Geschirr verbunden.
Die Anzen übertragen nur beim Sulky die Zugkraft, bei den anderen Fuhrwerken dienen sie ausschließlich dem Aufhalten, also dem Bremsen der Bewegung.
Einspurige Wagen waren beispielsweise die Anzwagen.